# سلامة الأغذية في جمهورية الصين الشعبية

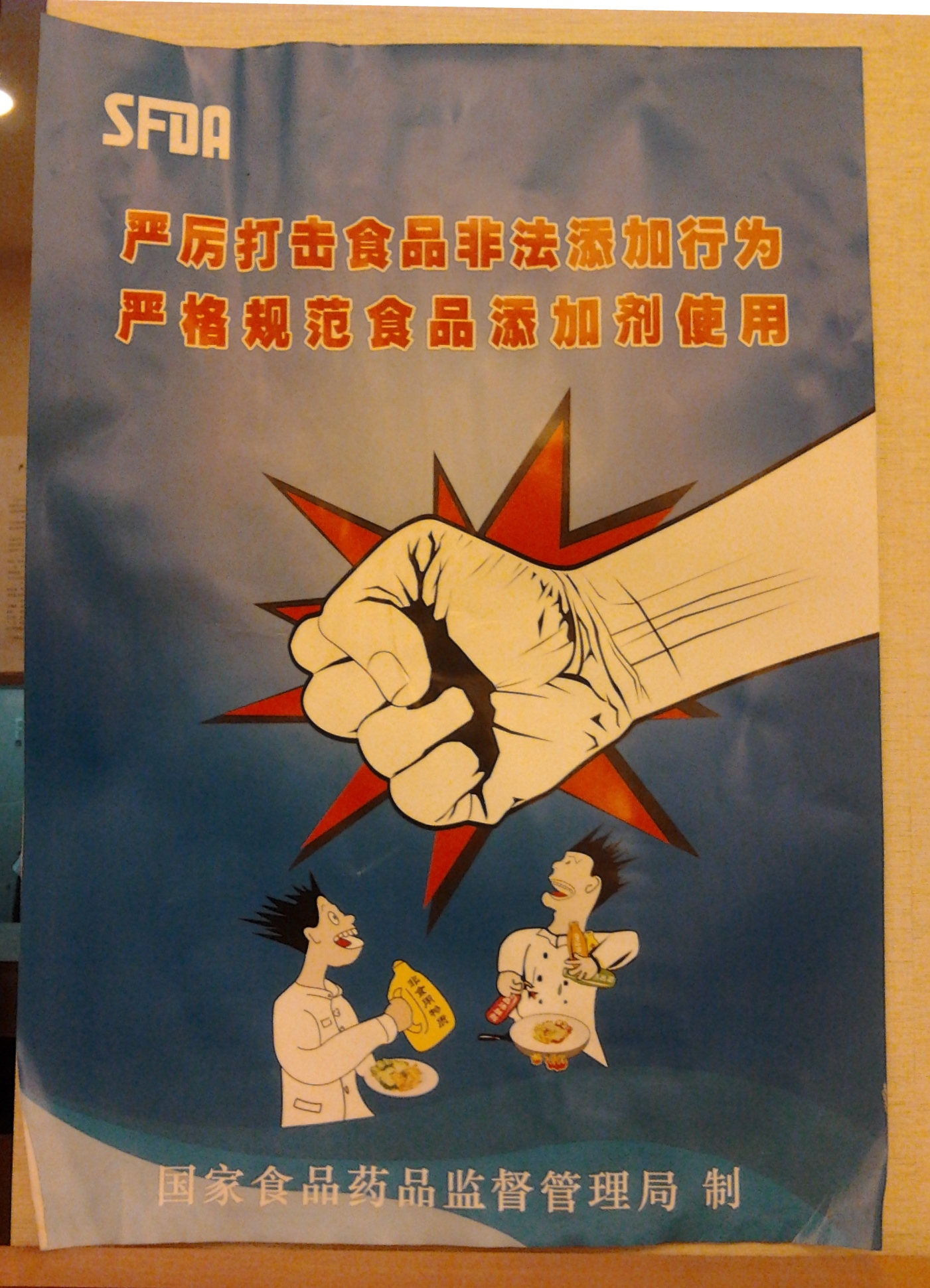

سلامة الأغذية في جمهورية الصين الشعبية (中华人民共和国的食品安全) هو مصدر قلق متزايد بشأن الزراعة محاصيل الصين الرّئيسية هي لأرز، الذرة، القمح، فول الصويا، والقطن بالإضافة إلى التّفاح وغيرها من الفواكه والخضروات.
منتجات الصين الحيوانيّة الرّئيسيّة تتضمّن لحم الخنزير، لحم البقر، الألبان، والبيض.
الحكومة الصينية تشرف على الإنتاج الزراعي بالإضافة إلى صناعة تغليف الأغذية، المعلّبات، المواد الكيماويّة المضافة، إنتاج الأدوية، وتنظيم الأعمال التّجاريّة.في السنوات الأخيرة، حاولت الحكومة الصينية تعزيز قانون سلامة الطعام بإحداث إدارة الأغذية والأدوية الرسمية للصين في 2003; المسؤولون كانوا أيضاً تحت الضّغط الدولي والشعبي المتزايد لحلّ المشاكل المتعلّقة بسلامة الأغذية. نائب رئيس الوزراء الصيني لي كيكيانغ قال، «الغذاء أمر ضروري، والسلامة يجب أن تكون أولويّة قصوى. السلامة الغذائية ترتبط ارتباطاً وثيقاً بحياة الناس والصحة والتنمية الاقتصادية والتناغم الاجتماعي،» في اجتماع مجلس الدولة في بكين.

## نظرة عامة
تزايد الاضطراب في السلامة الغذائية لجمهورية الصين الشعبية بلغت الذروة في أوائل عام 2007 , بعد فترة قصيرة من التّداول في المجلس الرسمي لبنك التنمية الآسيوي مذكّرة سياسية تقوم على مشروع للمساعدة التقنيّة بالتّعاون مع إدارة الغذاء والدواء الرسمية ومنظمة الصحة العالمية.المذكرة وتقرير لاحق أشادوا بالجهود المتزايدة الّتي تبذلها الحكومة الصينية لكن لاحظوا الفجوات المتبقّية، تدعوا بشكل خاصّ إلى الإصلاحات العاجلة لتعزيز وتَطوير التّنسيقِ بين الوكالات وتشريع «قانون تغذية أساسي» شامل. إدارة الغذاء والدواء الرسمية للصين نشرت أيضاً دراسة استقصائية في أوائل عام 2007 حيث 65% من المجيبين أعربوا عن قلقهم إزاء سلامة الغذاء. بعد ذلك بوقت قصير، لو جيانزهونج، عضو في اللجنة الوطنية للمؤتمر الصيني الشعبي السياسي الاستشاري (CPPCC), ونائب رئيس الوزراء الصيني، وو يي، أصدر بيانات اعتذار ووعد بإنشاء نظام مراقبة سلامة الأغذية.
أنظمة الصين الغذائيّة معقّدة، نظام مراقبته يمكن أن يكون مهمل، والدوائر الحكوميّة الّتي تراقب وتفرض السّياسات التّداخل والمهام الغامضة في أغلب الأحيان. هناك حوالي عشر أقسام حكومية وطنيّة الّتي تشترك في المسؤوليّة لضمان سلامة الأغذية. هناك أيضاً العديد من الوكالات الاقليمية والمحليّة الّتي تراقب إنتاج الأغذية المحلية والمبيعات.قوانين الغذاء والدواء بحدّ ذاتها أُحدثت «بطريقة خاصّة دون الاستفادة من قانون الغذاء الأساسي،» كما قال هينك بيكيدام من منظمة الصحة العالمية لصحيفة وول ستريت (9نيسان 2007,B1). التّنقيح الرئيسي الأخير لقوانين الغذاء والدواء أجري في 1995  عندما أَسّس قانون نظافة الغذاء لجمهورية الصّين الشّعبية المبادئ العامة لسلامة الغذاء. كلا مجلس الدّولة والإدارات التابعة لمجلس الدولة بإمكانها أن تصدر التّعليمات والتّوجيهات المتعلّقة بالغذاء.
التغييرات في نظام إنتاج أغذية الصّين تولّد الوعي لمشاكل السّلامة الغذائيّة. نظام الصين الزراعي يتألّف معظمه من مزارعي حيازة الأراضي الصغيرة. وزراعة الكفاف.الصين، على أيّة حال، لديها أراضي صالحة للزراعة أقلّ من الأمم الأخرى والمزارعين يستخدمون الأسمدة والمبيدات الحشرية بشكل مكثّف للحفاظ على ارتفاع إنتاج الأغذية. الغذاء يباع في كلا الأسواق المفتوحة ومحلّات السبر ماركت المدنيّة، وبحلول أواخر 1990, مزارع الصين كانت تتكيّف لإنتاج محاصيل أكثر تخصّصاً باعتبار أنّ الأسواق المحليّة أصبحت أكثر ارتباطاً بالأسواق الوطنيّة والدّولية.ومع ذلك، تسيطر السّلطات المحلّية بشكل كبير على تنفيذ قانون الغذاء  ما لم تتدخّل الحكومة المركزيّة. بسبب زيادة دخل المستهلكين المدنيّين، فإنّ الطّلب على السّلع الغذائيّة الممتازة، المنتجات الأكثر أماناً، والأطعمةَ المصنّعةَ تزايد أيضاً، والسكّان المدنيين ومحلّات السوبر ماركت جذبت المزيد من الانتباه الوطني والإعلامي لمشاكل الغذاء.
في 10 تموز 2007, تشينغ شياويو، الرئيس السابق لإدارة الغذاء والدواء الرسمية، أُعدم بالحقنة القاتلة لأخذه رشاوى من شركات مختلفة كبديل للرخص الرسمية المتعلقة بسلامة المنتج.

## الإدارات الحكومية
تقريباً عشرة دوائر حكوميّة ووزارات في إطار مجلس الدولة تراقب سلامة الأغذية في الصّين. هذه تتضمّن وزارة الصحة، إدارة الغذاء والدواء الرسمية، إدارة الغذاء الرسمية، ووزارة الزراعة، الإدارة الرسمية للصناعة والتجارة، الإدارة العامة لرقابة الجودة والتفتيش والحجر الصحي، وزارة التجارة، وزارة العلوم والتكنولوجيا، والمعهد الوطني للتغذية وسلامة الأغذية.
لا توجد وكالة واحدة مسؤولة عن جميع قوانين سلامة الغذاء والتنفيذ في الصين، ومهام الإدارات غالباً تتداخل. هناك أيضاً وكالات سلامة غذائية محلّية واقليمية، لكن ليس هناك تسسل واضح من الوكالات على المستويات المحلية أو الوطنيّة. ردّاً على تعقيد العديد من الوكالات الّتي تراقب وتنظّم سلامة الغذاء، مؤتمر الشعب الوطني أسّس إدارة الغذاء والدواء الرسمية في عام 2003. إدارة الغذاء والدواء الرسمية كان من المفترض أن تشرف على جميع جوانب قوانين سلامة الغذاء وتوحيد ضوابط سلامة الغذاء.
على أيّة حال، إدارة الغذاء والدواء الرسمية لم تصبح وزارة الإدارة الرئيسية كما عزمت الحكومة، والوكالات الوطنية الأخرى واصلت تنظيم ومراقبة سلامة الغذاء. هذا الانقسام غير الواضح للمهام أحدث تعارض وارتباك حاول المواطنين أن يشتكوا أو عندما احتاجت الأزمة الرئيسية أن تُحلّ.
مؤتمر الشعب الوطني (NPC)  هو المسؤول أساساً عن تطبيق قوانين سلامة الغذاء. اللجنة الدائمة لمؤتمر الشعب الوطني ومجلس الدولة أيضاً ينظّم قضايا سلامة الغذاء. قانون نظافة الغذاء لعام 1995, شرّع من قبل مؤتمر الشعب الوطني، عدّل قانون نظافة الغذاء لعام 1982 ونظّم معظم جوانب سلامة الغذاء.

### وزارة الصحة
تأسست في عام 1949, وزارة الصحة  شملت سياسات الصحة العامّة، فرض قانون الصحة، سياسات صحة الأطفال وكبار السنّ، والأمراض وحالات الطوارئ. إنّها تقدّم خبراء للتحقيق في حالات التسمّم، تفرض سلامة الغذاء وتفتيش النّظافة، ويستطيع أن يأمر إدارات الصحة المحلّية بإجراء تحقيقات في انتهاكات نوعيّة الغذاء. وزارة الصحة أيضاً تشرف على معهد مراقبة وتفتيش سلامة الغذاء، الوكالة الّتي درست وحدّدت الأطعمة الخطيرة وساعدت سلطات الصحة المحليّة لتشكّل السياسات وبرامج التدريب لمكافحة إنتاج الأطعمة الخطيرة ومعالجة العادات. معهد تشارترد للصحة البيئية دعا وزارة الصحة «الهيئة الحاكمة الأكثر أهميّة لسلامة الأغذية».
المهام الرئيسية لوزارة الصحة هي:
1. صياغة قوانين الصحة، التنظيمات والسياسات ;اقتراح برامج التنمية الصحية والأهداف الاستراتيجية; صياغة الاتفاقيّات الدوليّة التقنيّة والمعايير الصحية والإشراف على تنفيذها.
2. اقتراح البرامج الصحية الاقليميّة، إجراء التخطيط الشامل وتنسيق توزيع الموارد الصحية على الصعيد الوطني.
3. صياغة البرامج والسياسات العاملة على الصحة الريفية، بالإضافة إلى الرعاية الصحية للأم والطفل; لتوجيه تطبيق برامج الصحة الأساسيّة والاتّفاقيات الدولية التقنيّة على الرعاية الصحية للأم والطفل.
4. تطبيق سياسة «المنع أولاً» وإجراء التثقيف الصحي لعامّة النّاس. تطوير برامج المنع ومعلاجة الأمراض الّتي تعرض صحة السكان للخطر; تنظيم المنع الشامل ومعالجة الأمراض الرئيسيّة; لنشر قائمة الحجر الصحي من الأمراض السّارية وقائمة مراقبة الأمراض المعدية.
5. لتوجيه إصلاح المؤسسات الطبيّة; صياغة المعايير لمزاولي المهن الطبية، النوعية الطبية وتقديم الخدمات، والإشراف على تنفيذها.
6. تنظيم جمع الدّم عن طريق القانون في مراكز الدم أو البلازما ونوعيّة الدم للنقل السريري.
7. صياغة برامج التنمية الوطنية الرئيسية في العلوم الطبية والتّقنية والتعليم; تنظيم البحوث الطبيّة والصحية الوطنيّة الرئيسيّة; لتوجيه نشر وتطبيق الإنجازات الطبية. إدارة المؤسسات التّابعة لها.
8. الإشراف على الوقاية والعلاج من الأمراض المعدية، صحة الغذاء، الصحة المهنية، البيئية، الإسعاعية، والصحة المدرسيّة. صياغة اتّفاقيات مراقبة جودة الغذاء والمستحضرات التّجميليّة ويكون مسؤولاً عن تفويضها.
9. صياغة برامج التّنمية الوطنيّة في مجال الصحة المهنية واتفاقيّات الأخلاق المهنيّة لموظّفي الصحة ; صياغة وتطبيق معايير التّوظيف لمؤسّسات الصحة ومعايير التّفويض لموظّفي الصحة.
10. تنظيم وتوجيه التّعاون الصحي والطبي متعدّد وثنائي الأطراف الحكومي وغير الحكومي والتّبادلات والمساعدات الطبيّة إلى البلدان الأخرى، المشاركة في أحداث الصّحة الرئيسيّة الّتي بدأتها المنظّمات الدوليّة.تنسيق التّبادلات الطبيّة والصحيّة والتّعاون بين الصين ومنظمة الصحة العالميّة والمنظمات لدوليّة الأخرى.
11. تطبيق سياسة تطوير كلا الطبّ الغربي والطبّ الصيني التقليدي.
12. القيام بالعمل الرّوتيني للجنة الحملة لوطنيّة الصحيّة القوميّة.
13. تنسيق وإرسال القدرات التقنيّة الصحية على الصّعيد الوطني، مساعدة الحكومات المحليّة والوكالات ذات الصلة في الاستجابة لحالات الطّوارئ للأوبئة والأمراض الرئيسية وفي الوباء والوقاية من الأمراض والسّيطرة عليها.
14. تولّي العمل الآخر كما هو معيّن من قبل مجلس الدّولة.

### إدارة الغذاء والدواء الرسمية
إدارة الغذاء والدواء الرسمية للصين (SFDA) تأسّست في 2003 كجزء من الجّهود الّتي تبذلها الصين لتحسين سلامة الذاء. إدارة الغذاء والدواء الرسمية مسؤولة عن الإشراف وتنسيق الوكالات الأخرى للصحة، الغذاء والدواء. إنّها «تابعة مباشرة لمجلس الدّولة، الّذي هو مسؤول عن الإشراف الشامل على إدارة سلامة الغذاء، الغذاء الصحي ومستحضرات التجميل وهي السّلطة المختصّة في تنظيم الدواء.» إدارة الغذاء والدواء الرسمية تشمل عشر أقسام الّتي تنظّم وتشرف على مختلف جوانب قانون الغذاء والدّواء.هذه تتضمّن المكتب العام لإدارة التّخطيط والماليّة، إدارة السياسة والقوانين، إدارة تنسيق سلامة الأغذية، إدارة الإشراف على سلامة الأغذية، إدارة تسجيل الأدوية، إدارة الأجهزة الطبيّة، إدارة سلامة الدّواء والتفتيش، إدارة التزام سوق الدّواء، إدارة التربية والتّعليم، وإدارة التّعاون الدولي .
المهام الأساسيّة لإدارة الغذاء والدواء الرسمية هي:
1. صياغة قوانين الصحة، التنظيمات والسياسات ;اقتراح برامج التنمية الصحية والأهداف الاستراتيجية; صياغة الاتفاقيّات الدوليّة التقنيّة والمعايير الصحية والإشراف على تنفيذها.
2. اقتراح البرامج الصحية الاقليميّة، إجراء التخطيط الشامل وتنسيق توزيع الموارد الصحية على الصعيد الوطني.
3. صياغة البرامج والسياسات العاملة على الصحة الريفية، بالإضافة إلى الرعاية الصحية للأم والطفل; لتوجيه تطبيق برامج الصحة الأساسيّة والاتّفاقيات الدولية التقنيّة على الرعاية الصحية للأم والطفل.
4. تطبيق سياسة «المنع أولاً» وإجراء التثقيف الصحي لعامّة النّاس. تطوير برامج المنع ومعلاجة الأمراض الّتي تعرض صحة السكان للخطر; تنظيم المنع الشامل ومعالجة الأمراض الرئيسيّة; لنشر قائمة الحجر الصحي من الأمراض السّارية وقائمة مراقبة الأمراض المعدية.
5. لتوجيه إصلاح المؤسسات الطبيّة; صياغة المعايير لمزاولي المهن الطبية، النوعية الطبية وتقديم الخدمات، والإشراف على تنفيذها .
6. تنظيم جمع الدّم عن طريق القانون في مراكز الدم أو البلازما ونوعيّة الدم للنقل السريري.
7. صياغة برامج التنمية الوطنية الرئيسية في العلوم الطبية والتّقنية والتعليم; تنظيم البحوث الطبيّة والصحية الوطنيّة الرئيسيّة; لتوجيه نشر وتطبيق الإنجازات الطبية. إدارة المؤسسات التّابعة لها .
8. الإشراف على الوقاية والعلاج من الأمراض المعدية، صحة الغذاء، الصحة المهنية، البيئية، الإسعاعية، والصحة المدرسيّة. صياغة اتّفاقيات مراقبة جودة الغذاء والمستحضرات التّجميليّة ويكون مسؤولاً عن تفويضها .
9. صياغة برامج التّنمية الوطنيّة في مجال الصحة المهنية واتفاقيّات الأخلاق المهنيّة لموظّفي الصحة ; صياغة وتطبيق معايير التّوظيف لمؤسّسات الصحة ومعايير التّفويض لموظّفي الصحة .
10. تنظيم وتوجيه التّعاون الصحي والطبي متعدّد وثنائي الأطراف الحكومي وغير الحكومي والتّبادلات والمساعدات الطبيّة إلى البلدان الأخرى، المشاركة في أحداث الصّحة الرئيسيّة الّتي بدأتها المنظّمات الدوليّة .تنسيق التّبادلات الطبيّة والصحيّة والتّعاون بين الصين ومنظمة الصحة العالميّة والمنظمات لدوليّة الأخرى .
11. تطبيق سياسة تطوير كلا الطبّ الغربي والطبّ الصيني التقليدي .
12. القيام بالعمل الرّوتيني للجنة الحملة لوطنيّة الصحيّة القوميّة .
13. تنسيق وإرسال القدرات التقنيّة الصحية على الصّعيد الوطني، مساعدة الحكومات المحليّة والوكالات ذات الصلة في الاستجابة لحالات الطّوارئ للأوبئة والأمراض الرئيسية وفي الوباء والوقاية من الأمراض والسّيطرة عليها .
14. تولّي العمل الآخر كما هو معيّن من قبل مجلس الدولة.

### إدارة الدواء الرسمية
إدارة الدواء الرسمية (SDA) أسّست في عام 1998.إدارة الدواء الرسمية كان القصد منها دعم الوكالات الّتي أدارت سابقاً سياسة الدّواء، إدارة الدواء الرسمية للصين (SPAC) ومكتب سياسة إدارة الدواء (BDPA).إدارة الدواء الرسمية تعمل جنباً إلى جنب مع الإدارة الرسمية للطب الصيني التقليدي (SATCM), الوكالة الّتي تشرف على الأدوية التّقليدية. في عام 2003, إدارة الدواء الرسمية دُمجت مع إدارة الغذاء والدواء الرسمية .

### وزارة الزراعة
وزارة الزراعة تعالج تنظيمات وسياسات سلامة الغذاء على مستوى الريف . واحد من أهمّ واجباتها هو تنظيم وفرض استخدام المواد الكيميائيّة، الملوّثات والمبيدات في المزارع. معهد السيطرة على (CAMA)مسؤول عن اختبار المبيدات الحشرية، تنظيمات البحث والاستعمال وتعمل تحت إشراف وزارة الزراعة. وزارة الزراعة مسؤولة أيضاً عن صحة الحيوان، وعالجت حالات تفشّي انفلونزا الطيور  وأساليب الوقاية من مرض جنون البقر. وزارة الزراعة تعمل مع حكومات محلّية، تدير مختبرات بحوث الأمراض، وتدير اللقاحات وإجراءات الاستجابة الطّارئة .

### وزارة التجارة
وزارة الزراعة تعالج التعليمات الّتي تحكم تجارة الغذاء، الاستثمارات الأجنبيّة، توزيع الغذاء، وأنشطة السّوق الدوليّة والمحلية .

### الإدارة العامة للرقابة على الجودة والتفتيش والحجر الصحي
الإدارة العامة للرقابة على الجودة والتفتيش والحجر الصحي (GAQSIQ) تشرف على استيراد وتصدير الغذاء وتحجر صحياً في المستويات الوطنية والمحلية. وظيفتها كوكالة تطبيق القانون. هناك 19 إدارة تابعة للإدارة العامة للرقابة على الجودة والتفتيش والحجر الصحي، وتلك الّتي تتعامل مع قضيّة سلامة الغذاء هي إدارة الإشراف على الحجر الصحي للحيران والنبات، مكتب سلامة الغذاء المستورد والمصدّر، وإدارة الإشراف على إنتاج الغذاء. الإدارة العامة للرقابة على الجودة والتفتيش والحجر الصحي جُعلت وزارة في عام 2001.

### الإدارة الرسمية للصناعة والتجارة
الإدارة الرسمية للصناعة والتجارة (SAIC) تنظّم نشاط السوق وتخضع مباشرة لمجلس الدولة. بموجب الإدارة الرسمية للصناعة والتجارة، مكتب حماية المستهلك يفرض معايير لتسويق المنتجات وتحقيق المنتجات المزيّفة، مكتب تسجيل المشروع يصدر رخص العمل، إدارة التربية والتعليم تشرف الأقسام المحلية للإدارة الرسمية للصناعة والتجارة، وإدارة تنظيم الإعلان تعمل ضدّ الدعاية المضلّلة أو المزيّفة.
مهمّة الإدارة الرسمية للصناعة والتجارة هي كالتّالي:
1. صياغة وإعلان المبادئ التوجيهية، السياسات، القوانين، قواعد وتعليمات تتعلّق بإدارة الصناعة والتجارة .
2. تولّي وإدارة تسجيل جميع أنواع المؤسسات (بما في ذلك المؤسسات ذات الاستثمار الأجنبي), المنظّمات أو الأفراد الّذين يشاركون في الأنشطة التّجارية، بالإضافة إلى المكاتب المندوبة الممثّلة للشركات الأجنبيّة; فحص والتّصديق على تسجيل الأسماء التّجارية; مراجعة، مواقفة وإصدار الرّخص التجارية وتنفيذ النظامي منها .
3. الإشراف على المنافسة في السّوق، التّحقيق في الممارسات التّجارية غير المشروعة بما في ذلك الاحتكار، المنافسة غير المشروعة، التّهريب، بيع السّلع المهرّبة، البيع متزايد الأسعار وإخفاء البيع متزايد الأسعار وتحديد اعقويات المطابقة وفقاً للقانون .
4. تنفيذ الإشراف والإدارة القياسية بموجب القانون لضمان تنظيم صحّي للعمل التجاري في مختلف الأسواق .
5. تنظيم عمل وكالات الوسطاء والوساطة.
6. تنظيم أداء العقد، المزادات وتسجيل رهن الأثاث; التحقيق ومعاقبة الممارسات غير القانونية مثل احتيالات العقد .
7. تنظيم أنشطة الإعلان، تحقيق ومعاقبة الممارسات غير القانونية .
8. تولّي مسؤولية تسجيل وإدارة العلامات التجارية، حماية الحق الخاص للعلامة التجارية، تحقيق ومعاقبة انتهاكات العلامة التجارية وفرض الاعتراف وحماية العلامات التجارية المشهورة .
9. تنظيم الشركات الخاصة، الشراكات الخاصة والأعمال الخاصة .
10. قيادة وتوجيه السلطات الإدارية المحلية للصناعة والتجارة على الصعيد الوطني.
11. تنفيذ التعاون والتبادلات الدوليّة في المجالات ذات الصلة بوظائف الإدارة الرسمية للصناعة والتجارة .

### وزارة العلوم والتكنولوجيا
وزارة العلوم والتكنولوجيا (MST) تحقّق في الابتكار التّقني لتحسين إنتاج الغذاء، التّصنيع، والمعالجة .
وزارة العلوم والتكنولوجيا تنظّم جودة منتجات السّوق، تشرف على تفتيش منتجات السّوق، وتعاقب البائعين الّذين ينتهكون معايير جودة المنتَج .وزارة العلوم والتكنولوجيا تنظّم تغليف المنتجات ويمكن أن تصادر أو تحطّم المنتجات غير الشرعيّة أو مكوّنات المنتج .

### المعهد الوطني للتغذية وسلامة الغذاء
المعهد الوطني للتغذية وسلامة الغذاء (NINFS) هو وكالة بحوث للتغذية ونظافة الغذاء. إنّه تابع للمركز الصيني لمكافحة الأمراض والوقاية منها والمعهد الصيني للطب الوقائي. إنّ أهداف المعهد هي لدراسة التغذية الصحية ومشاكل نظافة الغذاء ولتدريب اختصاصيّي التغذية ونظافة الغذاء .هذه الأهداف وُضعت لأغراض تحسين الحالة الغذائيّة، منع لأمراض المنقولة بالغذاء، وتعزيز اللياقة البدنيّة للشعب. المعهد لا يتولّى البحث الأساسي والدراسات الميدانيّة فقط، لكن أيضاً ينظّم ويدير برامج البحوث على الصعيد الوطني .بالإضافة إلى ذلك، المعهد يعطي نصيحة بشأن مشاريع التذية ونظافة الغذاء للوحدات الصحية على مستوى المقاطعات. يشمل المعهد 13 إدارة من الّتي تتضمّن تغذية كبار السنّ، تغذية الأم والطفل، تغذية المجتمع، التغذية المدرسيّة، كيمياء الغذاء وعلم سموم الغذاء. خوِّل المعهد لمنح الدكتوراه ودرجات الماجستير في مجال التغذية ونظافة الغذاء .منذ عام 1981, تمّ تعيين المعهد لمنظمة الغذاء والزراعة ومنظمة الصحة العالمية كمركز تعاوني لمراقبة التلوّث الغذائي في الصّين .مكتب جمعيّة الغذاء الصيني يقع أيضاً في مبنى المعهد .المعهد كان يعرف سابقاً بقسم التغذية التابع للمعهد الوطني للصحة لإدارة الصحة العامّة، الّذي أسّس في عام 1941. بعد تأسيس جمهوريّة الصين الشعبيّة، المعهد تمّ دمجه مع الهيئات القياديّة التالية تحت عنوان إدارة التغذية أو إدارة التغذية ونظافة الغذاء :
- 1950-1957: المعهد الوطني للصحة، وزارة الصحة العامة
- 1957-1983: معهد الصحة، المعهد الصيني للعلوم الطبيّة
- 1983-1985: معهد الصحة، المركز الوطني الصيني للطب الوقائي
- 1985-1986: معهد الصحة، المعهد الصيني للطب الوقائي
- في عام 1986, معهد التغذية ونظافة الغذاء تمّ تأسيسه بمتابعة المعهد الصيني للطب الوقائي.

== قواعد السلامة الغذئية == النيك
«مزيد من المعلومات: معايير جي بي»
في تشرين الأوّل 2007, واقفت الصّين على تشريعات جديدة تهدف إلى تحسين ومراقبة المعايير الوطنيّة في إنتاج الغذاء.قوانين جديدة سوف توحّد إنتاج الغذاء وتضيّق النطاق على النشاط الغير قانوني في الصناعة . الإدارة العامة للرقابة على الجودة ,التفتيش والحجر الصحي صاغت التعليمات الجديدة الّتي تغطّي الإنتاج، المعالجة وبيع الغذاء. سوف يحدثون معايير وطنية ويستبدلون الخليط الموجود من القواعد الّتي تشرف عليها وكالات حكوميّة عديدة .

## حوادث سلامة الغذاء
«المقالة الرئيسية: حوادث سلامة الغذاء في جمهورية الصين الشعبية»
جمهورية الصين الشعبية (PRC) تلقّت تدقيق إعلامي دولي متزايد بعد الإصلاح والانفتاح في البلاد، انضمامها إلى منظمة التجارة العالمية، وتزايد وعي الشعب الصيني في المناطق الحضرية لسلامة الغذاء .كانت هناك العديد من الحوادث الّتي تنطوي على سلامة الغذاء في جمهورية الصين الشعبية بما في ذلك الاستعمال الغير مألوف للمبيدات الحشرية أو الإضافات الكيميائية الخطيرة الأخرى مثل المواد الحافظة للطعام أو الإضافات واستخدام مواد أوّلية غير صحية مثل مكوّنات الطعام . فضيحة الحليب الصينية لعام2008 نالت الاهتمام الأكبر بين حوادث سلامة الغذاء ...

## وصلات خارجية
- مركز مراقبة جودة الغذاء الوطني والتحقيق نسخة محفوظة 19 سبتمبر 2009 على موقع واي باك مشين.
- الأكاديميّة الصينية لسلامة العلوم والتكنولوجيا
- اللجنة الاستشارية لتغذية وغذاء الدولة
- المعهد الصيني لعلوم وتكنولوجيا الغذاء
- المركز الوطني لمعلومات سلامة الغذاء
- موقع سلامة الغذاء الصيني نسخة محفوظة 27 فبراير 2010 على موقع واي باك مشين.
- مركز سلامة الغذاء، حكومة هونغ كونغ
- شبكة سلامة الغذاء الصينية
- شبكة سلامة الغذاء , استشارات الشهادة، القوانين والتعليمات، والتدريب والتعليم.
- الجمعية الوطنية لصناعات الصين الغذائية نسخة محفوظة 10 مارس 2010 على موقع واي باك مشين. -المعلومات، الأنظمة الغذائية، الشهادات, التكنولوجيا، والإحصائيات
- معهد التغذية وسلامة الغذاء للمركز الصيني لمكافحة الأمراض والوقاية منها
- سلامة الغذاء في أوقات الصين الرقمية
- منظمة الغذاء والزراعة للأمم المتحدة
- برنامج بين لتنظيم واردات صفحة لسلامة